# Легион осуждённых
«Легион осуждённых» (англ. The Legion of the Condemned) — американский немой фильм, выпущенный на экраны 10 марта 1928 года компанией Paramount Pictures. Режиссёр Уильям Уэллман, сценарий Джона Монка Сондерса, в главных ролях Гэри Купер и Фэй Рэй.

## Сюжет
Во время Первой мировой войны четверо молодых людей из разных слоёв общества записываются добровольцами во французскую эскадрилью «Лафайет», известную как «Легион осуждённых» или «Легион приговорённых». В состав подразделения входят в основном американские летчики-истребители. Все четверо от чего-то бегут: от закона, от любви или от самих себя. Всякий раз, когда предстоит опасная миссия, четверо мужчин разыгрывают карты, чтобы определить того, кто полетит к почти неизбежной гибели. В бою уже погиб Байрон Дэшвуд (Барри Нортон), и следующим роковую карту вытягивает Гейл Прайс (Гэри Купер).
Готовясь доставить шпиона в тыл врага, Гейл вспоминает событие, приведшие к этому моменту: злополучный роман с Кристиной Чартерис (Фэй Рэй), которую Гейл считает немецким шпионом. Но, подойдя к своему самолету, Гейл обнаруживает, что его пассажирка — Кристина, которая на самом деле оперативник французской секретной службы. На объяснения времени не остаётся, Гейл вынужден доставить Кристину к месту встречи со связным.
Оба молодых человека попадают в плен, Кристину приговаривают к казни за шпионаж. Но незадолго до расстрела начинается бомбардировка, и летчики родной эскадрильи спасают и примиряют Гейла и Кристину.

## В ролях
- Гэри Купер — Гейл Прайс
- Фэй Рэй — Кристина Чартерис
- Барри Нортон — Байрон Дэшвуд
- Лейн Чендлер — Чарльз Холаберд
- Френсис Макдональд — Гонзоло Васкез
- Джордж Войя — Робер Монтаньяль
- Фримен Вуд (в титрах указан как Джордж Вуд) — Ричард Де Витт
- Альберт Конти — фон Хоэндорф
- Шарлотта Берд — Селеста
- Тото Гуэтта — механик[3]

## Производство

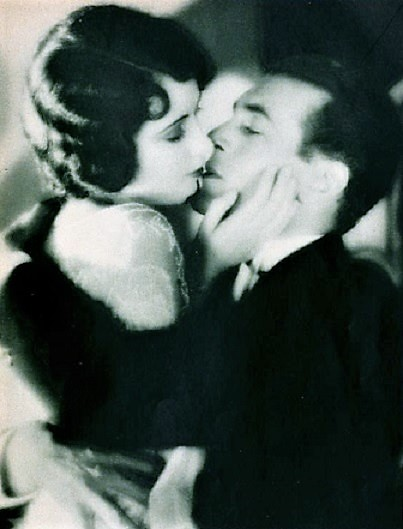
Фэй Рэй и Гэри Купер

После успешного сотрудничества над фильмом «Крылья» (1927) Уэллман предложил Сондерсу написать сходный сценарий к новому фильму. Майрон Селзник, который выступал как агент и промоутер Уэллмана, посоветовал режиссёру выдвинуть иск к компании Paramount Pictures, чтобы гарантировать себе кресло режиссёра.
Для воздушных боёв Уэллман использовал ранее отснятые, но неиспользованных сцены из «Крыльев», а также доснял новые эпизоды в аэропорту Гриффит-Парк. Съёмки начались 27 октября 1927 года и в основном были закончены через месяц месяц. Часть «военно-воздушных сил» была собрана из тех же самолетов, что использовались в «Крыльях», включая три DH.4, два Fokker D.VII, Thomas-Morse MB-3 и Thomas-Morse MB-3. В некоторых сценах появлялись DH.9 и два Ньюпорт 28s.
У руководства студии возникли сомнения по поводу повторного использования большей части ранее снятых материалов, поэтому некоторые сцены, отснятые для «Крыльев», Уэллман из фильма вырезал.

## Критика
Гэри Купер впервые снимался в главной роли, ранее сыграв роль второго плана в «Крыльях». «Легион осужденных» получил неоднозначные отзывы критиков. Мордонт Холл в своей статье для «Нью-Йорк Таймс» писал: «Уильям Уэллман и Джон Монк Сондерс, два молодых человека, ответственные за примечательный фильм „Крылья“, представили на экранах ещё одну мелодраму о воинах неба. Новая работа, „Легион осуждённых“, имеет в основе превосходную мотивацию, но, пытаясь найти любви место на поле битвы, продюсер и автор не вполне использовали возможности кинематографа. Нереализованные ожидания накапливаются к последней главе, но, судя по демонстративному одобрению зрителями, картина снискала более чем умеренный успех».

## Наследие
Известных копий фильма не сохранилось, «Легион осуждённых» считается утерянным фильмом.
В 1958 году Уильям Уэллман снова обратился к истории эскадрильи «Лафайет» и снял фильм «Эскадрилья „Лафайет“», который стал его последним фильмом в режиссёрской карьере.

## Комментарии
1. ↑  Во время создания «Крыльев» Уэллман и Paramount оспаривали контракт, в связи с чем режиссёр не получал выплат пока «Крылья» не вышли на экран и не началось производство «Легиона осуждённых»[5]